# Pinku eiga

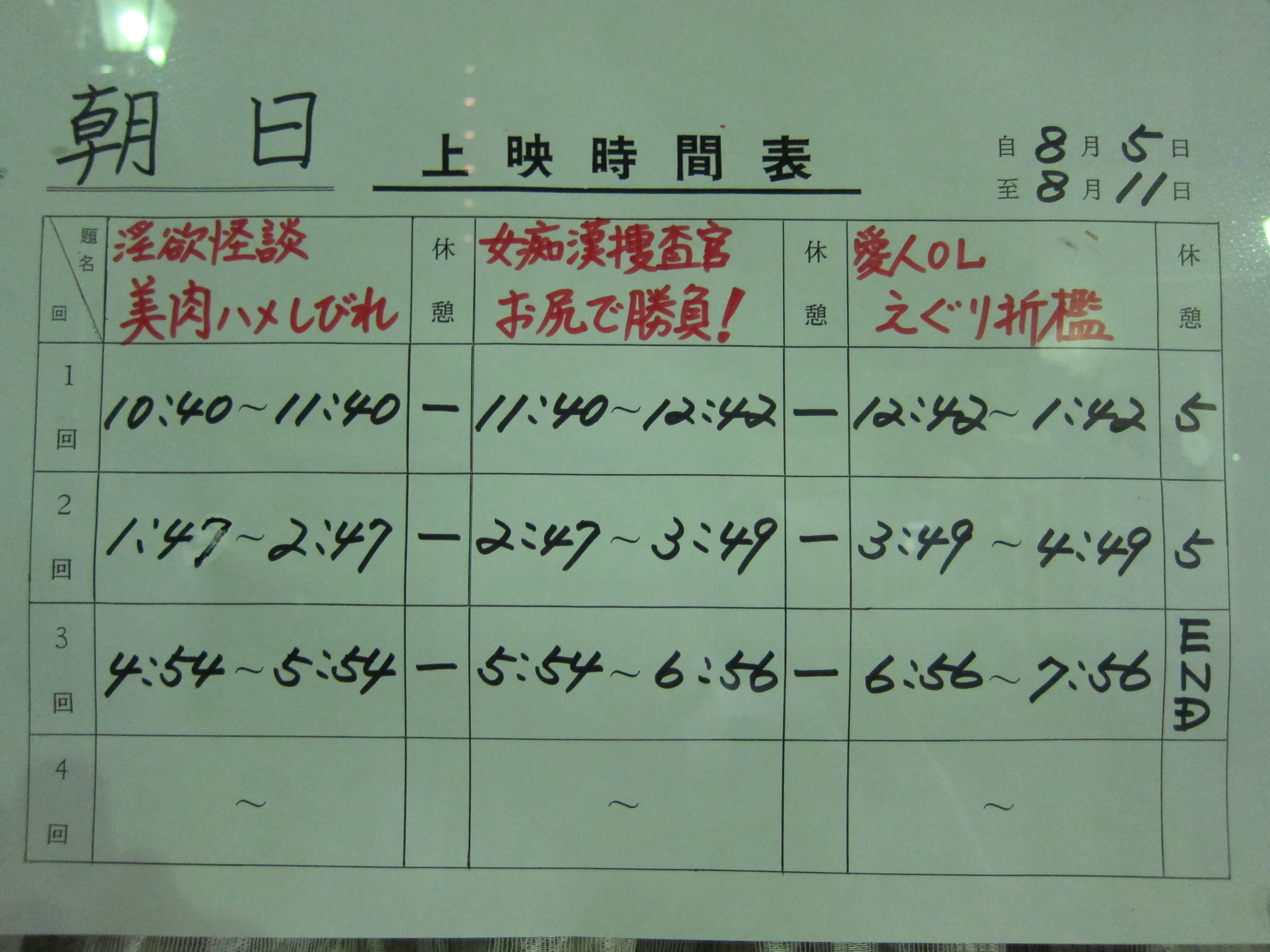
Listado de sesiones de un cine especializado en pinku eiga

Pinku eiga (ピンク映画, literalmente “película rosa”) es un subgénero del sexploitation japonés, de notable repercusión en los años 60 del siglo XX. Se caracteriza por su temática erótica y escenarios marginales (crimen, prostitución, etc).

## Origen del término
La acuñación del término pinku eiga se suele atribuir al escritor Murai Minoru, quien estableció en 1989 una diferenciación dentro del cine de contenido sexual nipón entre las “películas rosas” y las “películas azules” (ブ ルーフィルム, buru firumu), siendo estas últimas producciones caseras potencialmente pornográficas e ilegales. Sin embargo, hay precedentes del uso de este sintagma en autores anteriores, dado que el color rosa es relacionado habitualmente con lo erótico en Japón, y desde censura impuesta por la ley contra la prostitución de 1956 era habitual emplear el adjetivo momoiro (“rosa”) para referirse eufemísticamente a asuntos sexuales.

## Características
Las pinku eiga surgieron como respuesta al desplome de beneficios de la industria cinematográfica japonesa durante los 60, provocado por el auge de la televisión. Esto llevó a la mayoría de los estudios a producir este tipo de películas para mantener la cuota de mercado, dado que eran muy rentables: no suponían un alto coste y tenían buena recaudación, al ofrecer al espectador un contenido sexual que era impensable en el ámbito televisivo. 
Las características más habituales de estos filmes eran el uso de escenas de sexo simulado, envueltas en una trama narrativa de mayor o menor calidad; los rodajes breves con bajo presupuesto y sonido grabado en postproducción; la alta frecuencia de desnudos, aunque difuminando o tachando los genitales (las propias productoras aplicaban autocensura por motivos económicos), y una clara tendencia hacia temáticas como la prostitución, el sadomasoquismo y otras parafilias, las violaciones y el crimen organizado. Estaban dirigidos idealmente hacia el consumo de un público masculino.
La línea de producciones con contenido violento se incrementó en los años 70, conformando un subgénero llamado pinky violence (ピンキーバイオレンス) en el que destacó el estudio cinematográfico Toei. En ellas las protagonistas solían ser adolescentes empujadas a la marginalidad que se desenvuelven en un mundo patriarcal mediante el sexo y el crimen, permitiendo a los cineastas una crítica social y una representación inhabitual de la sexualidad femenina.

## Películas y cineastas representativos
Se considera que Market of Flesh (Nikutai no Ichiba, 1962), dirigida por Satoru Kobayashi, fue la iniciadora del género. Ambientada en el submundo de las pandillas callejeras y la pornografía infantil, incluía escenas de sexo lésbico y una violación, por lo que fue cuestionada por la ley japonesa, aunque finalmente se permitió su distribución dentro de la categoría de cine para adultos.
Alentadas por esta brecha en la censura, siguieron a esta película las producciones Valley of Lust (Jōyoku no tanima) y su secuela Cave of Lust (Jōyoku no dōkutsu), ambas de Kōji Seki, que se estrenaron exitosamente en 1963.
El primer director que consiguió elevar el pinku eiga a cotas artísticas más elevadas fue Kōji Wakamatsu. Su película Secrets behind the walls (Kabe no naka no himegoto) fue seleccionada en el Festival de Cine de Berlín en 1965 y se convirtió en el primer filme del género que obtuvo repercusión internacional, provocando un gran escándalo en la prensa nipona. Go, go, second time virgin (Yuke yuke nidome no shojo, 1969), Violated Angels (Okasareta Hakui, 1970) y Ecstasy of Angels (1972), escritas en colaboración con el cineasta experimental Masao Adachi, son otras obras notables de Wakamatsu, quien transformó el cine erótico japonés en un vehículo para sus ideas políticas de extrema izquierda.
Directores tan prestigiosos como Kiyoshi Kurosawa, Shinji Aoyama, Hideo Nakata o Yōjirō Takita comenzaron sus carreras en el pinku eiga, género que les permitió experimentos formales que no hubieran sido factibles en otros tipos de producción.
Aunque sus épocas doradas fueron los 60 y 70, el género ha mantenido su vitalidad hasta el siglo XXI, con cintas relevantes como Antiporno (Anchiporuno, 2016) de Sion Sono, que respetando estrictamente las normas del pinku eiga presenta una visión feminista y metacinematográfica de sus tópicos habituales.

## Influencia y repercusión
El pinku eiga ha tenido influencia en el cine de autor japonés, siendo perceptible en algunas películas de autores de primera línea de la nūberu vagū como Yasuzô Masumura (La bestia ciega, Manji), Nagisa Oshima (El imperio de los sentidos) o Kijū Yoshida (Purgatorio Heroica).